# Sydney University Lions
El Sydney University Lions es un club de waterpolo australiano en la ciudad de Sídney.

## Historia
El club fue fundado en 1990.

## Palmarés
- 3 veces campeón de la Liga de Australia de waterpolo masculino (2002, 2003, 2005)